# Lucy Punch
Lucy Punch (Hammersmith, London, 1977. december 30. –) angol színésznő. 
Olyan filmekben szerepelt, mint az Elátkozott Ella (2004), a Vaskabátok (2007), a Férfit látok álmaidban (2010), a Gyógyegér vacsorára (2010), a Rossz tanár (2011) és a Vadregény (2014). 
Fontosabb televíziós szerepe volt A balszerencse áradása (2017–2019) című Netflix-sorozatban.

## Fiatalkora

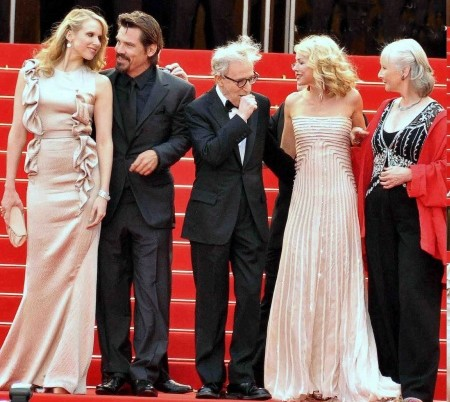
Punch (balra) a Férfit látok álmaidban szereplőivel 2010-ben.

A nyugat-londoni Hammersmithben született, Johanna és Michael Punch leányaként, akik egy piackutató céget vezettek.
Magánoktatásban részesült a londoni Hammersmithben található Godolphin és Latymer Schoolban. 1993 és 1997 között a Nemzeti Ifjúsági Színházban játszott, majd a londoni University College kezdett el tanulni, mielőtt abbahagyta volna, hogy színésznő legyen.

## Magánélete
Punch 2015 júliusában adott életet első gyermekének, egy kisfiúnak.

## Filmográfia

### Film
| Év   | Magyar cím                           | Eredeti cím                         | Szerep                    | Magyar hang      |
| ---- | ------------------------------------ | ----------------------------------- | ------------------------- | ---------------- |
| 2000 | Kertészek rabruhában                 | Greenfingers                        | Holly                     |                  |
| 2001 |                                      | It's Not Me, It's You               | Rose                      |                  |
| 2004 | Elátkozott Ella                      | Ella Enchanted                      | Hattie                    | Vadász Bea       |
| 2004 | Peter Sellers élete és halála        | The Life and Death of Peter Sellers | Lead Stewardess           |                  |
| 2004 | Csodálatos Júlia                     | Being Julia                         | Avice Crichton            | Ónodi Eszter     |
| 2005 |                                      | Festival                            | Nicky Romanowski          |                  |
| 2006 | Gyorstalpaló randiszerviz            | Are You Ready For Love?             | Melanie                   |                  |
| 2006 |                                      | Stingray                            | Lucy                      |                  |
| 2007 | Vaskabátok                           | Hot Fuzz                            | Eve Draper                | Csampisz Ildikó  |
| 2007 | Grindhouse – Halálbiztos             | Grindhouse                          | Szőke a Don't előzetesben |                  |
| 2007 |                                      | St. Trinian's                       | Verity Thwaites           |                  |
| 2009 |                                      | Big Breaks                          | Alexis                    |                  |
| 2009 | (Cím nélkül)                         | (Untitled)                          | A klarinét                | Mezei Kitty      |
| 2010 | Szex a lelke mindennek               | Elektra Luxx                        | Dolores                   |                  |
| 2010 | Férfit látok álmaidban               | You Will Meet a Tall Dark Stranger  | Charmaine                 | Vadász Bea       |
| 2010 | Gyógyegér vacsorára                  | Dinner for Schmucks                 | Darla                     | Bognár Gyöngyvér |
| 2011 | Egy kis Mennyország                  | A Little Bit of Heaven              | Sarah Walker              | Vadász Bea       |
| 2011 | Szédületes éjszaka                   | Take Me Home Tonight                | Shelly                    | Molnár Ilona     |
| 2011 | Rossz tanár                          | Bad Teacher                         | Amy Squirrel              | Oroszlán Szonja  |
| 2011 | Egy régi jó tivornya                 | A Good Old Fashioned Orgy           | Kate                      | Vadász Bea       |
| 2012 |                                      | The Giant Mechanical Man            | Pauline                   |                  |
| 2012 |                                      | The Wedding Video                   | Saskia                    |                  |
| 2012 |                                      | Yellow                              | Amanda                    |                  |
| 2012 |                                      | Stars in Shorts                     | Julie                     |                  |
| 2012 | Született gengszterek                | Stand Up Guys                       | Wendy                     | Orosz Anna       |
| 2013 |                                      | Cottage Country                     | Masha                     |                  |
| 2014 | Vállalhatatlan zsák foltot keres     | Someone Marry Barry                 | Melanie Miller            | Vadász Bea       |
| 2014 | Vadregény                            | Into the Woods                      | Lucinda                   | Haffner Anikó    |
| 2015 | Megőrjít a csaj                      | She's Funny That Way                | prostituált               | Bartsch Kata     |
| 2015 | Boldogság bármi áron                 | Cake                                | Gayle nővér               |                  |
| 2016 | The Meddler                          | The Meddler                         | Emily                     |                  |
| 2017 |                                      | The Female Brain                    | Lexi                      |                  |
| 2018 |                                      | You, Me and Him                     | Olivia                    |                  |
| 2019 | Hogyan lettem befolyásos fiatal csaj | How to Build a Girl                 | Sylvia Plath              | Molnár Ilona     |
| 2021 | Együtt bezárva                       | With/In: Volume 1                   | Lucy                      |                  |
| 2021 | Csendes éj                           | Silent Night                        | Bella                     | Haffner Anikó    |

### Televízió
Kisvárosi gyilkosságok – 4. évad 6. rész (A romlott gyümölcs) – Melissa Townsend

### Színház
| Év   | Cím                           | Szerep        | Megjegyzés              |
| ---- | ----------------------------- | ------------- | ----------------------- |
| 2000 | The Graduate                  | Elaine        | Gielgud Színház         |
| 2001 | Boy Gets Girl                 | Harriet       | Royal Court Színház     |
| 2002 | A Carpet, A Pony and A Monkey | Kate          | Bush Színház            |
| 2014 | Great Britain                 | Paige Britain | Theatre Royal Haymarket |

## Fordítás
- Ez a szócikk részben vagy egészben  a   Lucy Punch című angol Wikipédia-szócikk fordításán alapul.  Az eredeti cikk szerkesztőit annak laptörténete sorolja fel. Ez a jelzés csupán a megfogalmazás eredetét és a szerzői jogokat jelzi, nem szolgál a cikkben szereplő információk forrásmegjelöléseként.